# 2049 Grietje
2049 Grietje è un asteroide della fascia principale. Scoperto nel 1973, presenta un'orbita caratterizzata da un semiasse maggiore pari a 1,9490269 UA e da un'eccentricità di 0,0842826, inclinata di 24,42007° rispetto all'eclittica.
Così chiamato in onore di Grietje A. M. Haring-Gehrels, cognata dell'astronomo statunitense Tom Gehrels.